# Pötschlauken (Pillkallen)
Pötschlauken, 1938 bis 1945: Peterort, litauisch Pečlaukiai, ist ein verlassener Ort im Rajon Krasnosnamensk der russischen Oblast Kaliningrad.
Die Ortsstelle befindet sich neun Kilometer südlich von Pobedino nahe der Regionalstraße 27A-026 (ex R 511).

## Geschichte

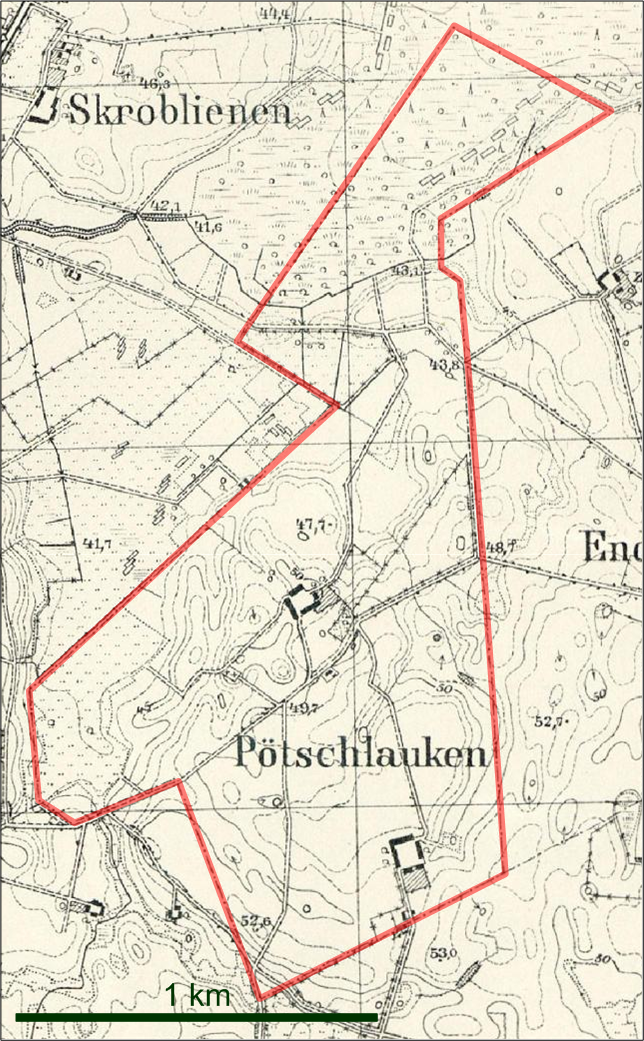
Die Gemeinde Pötschlauken auf einem Messtischblatt von 1936

Der Ort wurde nach 1765 gegründet. Um 1780 war Pötzlaucken, das auch Czöpen genannt wurde, ein Schatull-Dorf. 1874 wurde die Landgemeinde Pötschlauken in den neu gebildeten Amtsbezirk Lindicken im Kreis Pillkallen eingegliedert. 1938 wurde Pötschlauken in Peterort umbenannt. 1945 kam der Ort in Folge des Zweiten Weltkrieges mit dem nördlichen Ostpreußen zur Sowjetunion. Einen russischen Namen erhielt er nicht mehr.

### Einwohnerentwicklung
| Jahr | Einwohner | Bemerkungen                |
| ---- | --------- | -------------------------- |
| 1867 | 42        |                            |
| 1871 | 47        |                            |
| 1885 | 62        |                            |
| 1905 | 47        | davon 7 litauischsprachige |
| 1910 | 45        |                            |
| 1933 | 59        |                            |
| 1939 | 42        |                            |

## Kirche
Pötschlauken/Peterort gehörte zum evangelischen Kirchspiel Willuhnen. Die katholische Minderheit (1905: 9 von 47 Bewohner) war bis 1930 in Bilderweitschen und dann in Schillehnen eingepfarrt.